# Hypochrysops sabirius
Hypochrysops sabirius är en fjärilsart som beskrevs av Hans Fruhstorfer 1908. Hypochrysops sabirius ingår i släktet Hypochrysops och familjen juvelvingar. Inga underarter finns listade i Catalogue of Life.